# Большая мягкотелая черепаха
Большая мягкотелая черепаха (лат. Pelochelys bibroni) — вид трёхкоготных черепах.

## Описание

### Внешний вид
Очень крупная пресноводная черепаха. Длина карапакса до 102 см.
Карапакс большой мягкотелой черепахи округлый сильно уплощённый, оливково-серого или бурого цвета с расплывчатыми светлыми отметинами в рёберной части. Широкая хрящевая кайма одноцветная или с расплывчатыми светлыми пятнами. Такие же пятна могут располагаться и на конечностях. По шее проходят несколько параллельных продольных полос.
У взрослых особей карапакс гладкий. В области шеи располагаются несколько низких бугорков. Молодые имеют шероховатый карапакс с отдельными бугорками или непрерывном рядами бугорков, червеобразные бугорки присутствуют на дорсальной и боковых поверхностях шеи. Взрослая структура карапакса начинает появляться когда молодые черепахи достигают длины карапакса около 10 см.
Голова широкая и короткая, морда оканчивается коротким хоботком.

### Распространение
Обитает на юге Ириан-Джайи (Индонезия) и в южной части Папуа-Новой Гвинеи на острове Новая Гвинея.
Ранее в справочной литературе в качестве ареала распространения ошибочно указывалась «Австралия», в которой данный вид неизвестен.

### Образ жизни
Встречается в первую очередь во внутренних пресных водоёмах: реках и ручьях, устьях рек, болотах и илистых поймах в равнинных районах. Может обитать также в прибрежных морских водах.
Хотя ряд видов животных могут поедать яйца и молодых черепах, по-видимому, только крокодилы являются естественными врагами взрослых особей.

### Питание
Большая мягкотелая черепаха в питается ракообразными, моллюсками и рыбой, но иногда поедает некоторые водные растения. Эта черепаха обычно поджидает добычу в засаде, зарывшись в песок и выставив наружу только голову.

### Размножение
Большие мягкотелые черепахи откладывают яйца в период с июня по август—сентябрь. Кладки содержат от 20 до 45 яиц. Есть неподтвержденные данные о кладке, содержащий 100 яиц. Предположительно, каждый сезон черепахи откладывают, по меньшей мере, две кладки яиц. Для устройства гнезд иногда используются гнезда крокодилов.

## Охранный статус
Как и для многих других пресноводных черепах, наибольшую угрозу для большой мягкотелой черепахи представляет охота ради торговли, а также разрушение местообитаний из-за лесозаготовительных работ, лесных пожаров и преобразования земель для нужд сельского хозяйства и под населенные пункты. Мясо и яйца большой мягкотелой черепахи ценятся в Папуа-Новой Гвинее и употребляются в пищу местными жителями или продаются на местных и региональных продовольственных рынках. Существует также растущий спрос на черепах как на домашних питомцев и для использования в восточной медицине в странах Восточной и Юго-Восточной Азии, но какое влияние это оказывает на данный вид неизвестно.
Большая мягкотелая черепаха классифицируется как уязвимый вид (VU) в Красном списке МСОП (2007 г.) и включена в Приложение II Конвенции о международной торговле видами дикой флоры и фауны (СИТЕС), регулирующей международную торговлю видами.